# أوليغ غرامز
أوليغ غرامز (الروسية: Грамс, Олег Михайлович) مواليد 20 فبراير 1984 في كراسنودار، هو لاعب كرة يد روسي يلعب كحارس مرمى. يلعب حاليا مع نادي تشيخوف لكرة اليد. مثل منتخب روسيا لكرة اليد. شارك في دورة الألعاب الأولمبية الصيفية سنة 2008.

## سجل المنافسة
شارك في البطولات التالية:
- بطولة العالم لكرة اليد للرجال 2015
- بطولة أوروبا لكرة اليد للرجال 2012

## روابط خارجية
- أوليغ غرامز على موقع الاتحاد الأوروبي لكرة اليد (الإنجليزية)
- أوليغ غرامز على موقع الاتحاد الفرنسي لكرة اليد (الفرنسية)
- أوليغ غرامز على موقع أوليمبيديا (الإنجليزية)